# Marc Connelly
Marcus Cook Connelly (McKeesport, 13 de dezembro de 1890 - Nova Iorque, 21 de dezembro de 1980) foi um jornalista, dramaturgo, romancista e libretista americano.

## Biografia
Connelly nasceu, filho do ator e hoteleiro Patrick Joseph Connelly e da atriz Mabel Louise Cook em McKeesport, Pensilvânia. Ele começou a escrever peças aos cinco anos de idade e mais tarde se tornaria um jornalista do Pittsburgh Sun-Telegraph até se mudar para a cidade de Nova York. Em 1919 ele se juntou à Mesa Redonda Algonquin.
Connelly contribuiu para vários musicais da Broadway antes de se juntar a seu colaborador mais importante, George S. Kaufman, em 1921. Durante sua parceria de quatro anos, eles escreveram cinco comédias - Dulcy (1921), To the Ladies (1922), Merton of the Movies (1922), The Deep Tangled Wildwood (1923) e Beggar on Horseback (1924) - e também co-dirigiu e contribuiu com esboços para a revista de 1922 The '49ers, colaborou no livro da comédia musical Helen of Troy, New York (1923), e escreveu o livro e as letras de outra comédia musical, Be Yourself (1924).
Connelly recebeu o Prêmio Pulitzer de Drama por The Green Pastures em 1930. A peça, uma recontagem de episódios do Antigo Testamento, foi um marco no drama americano; ostentando o primeiro elenco totalmente negro da Broadway. Ele contribuiu com versos e artigos para Life, Everybody's e outras revistas.
Connelly era um dos membros mais espirituosos da Távola Redonda Algonquin. Ele disse: "Sempre soube que as crianças eram anti-sociais. Mas as crianças do West Side - elas são selvagens".
Connelly foi professor de teatro na Universidade de Yale de 1946 a 1950. Em 1968, Connelly publicou suas memórias, Voices Offstage. Ao longo dos anos, Connelly apareceu como ator em 21 filmes, incluindo The Spirit of St. Louis (1957) com James Stewart.
Um filme sobre os membros da Mesa Redonda, The Ten-Year Lunch (1987), ganhou o Oscar de Melhor Documentário e apresentou Connelly, que foi o último sobrevivente. O filme de 1994, Mrs. Parker and the Vicious Circle , um relato fictício do grupo, apresentou o ator Matt Malloy como Connelly.

## Filmografia
| Ano  | Título                  | Papel               |
| ---- | ----------------------- | ------------------- |
| 1920 | The Sleep of Cyma Roget | Minor Role          |
| 1957 | The Spirit of St. Louis | Father Hussman      |
| 1960 | Tall Story              | Prof. Charles Osman |